# Kivesjärvi
Le Kivesjärvi, littéralement « lac du testicule »[réf. nécessaire], est un lac finlandais situé dans la région de Kainuu de la province d'Oulu.

## Géographie
Le lac est situé à Paltamo.
Le lac Kivesjärvi a une diffluence, le cheminement d'origine est la rivière Alanteenjoki jusqu'au lac Alanteenjärvi. Au XIXe siècle, les flotteurs voulaient un itinéraire plus court vers le lac Oulujärvi. Ils ont créé une nouvelle rivière nommée Varisjoki, qui a absorbé la majeure partie de l'écoulement.